# John H. Hoffecker
John Henry Hoffecker (* 12. September 1827 bei Smyrna, Kent County, Delaware; † 16. Juni 1900 in Smyrna) war ein US-amerikanischer Politiker. Zwischen 1899 und 1900 vertrat er den Bundesstaat Delaware im US-Repräsentantenhaus.

## Werdegang
John Hoffecker besuchte sowohl öffentliche als auch private Schulen und wurde später zum Ingenieur ausgebildet. In diesem Beruf arbeitete er in Smyrna. Später wurde er Präsident der Philadelphia & Smyrna Transportation Co. In diesem Amt sollte ihm später sein Sohn Walter nachfolgen.
Politisch war er ursprünglich Mitglied der Whig Party. Nach deren Auflösung Mitte der 1850er Jahre wechselte er zur damals neu gegründeten Republikanischen Partei. In den Jahren 1876 und 1884 war er Delegierter auf den jeweiligen Republican National Conventions. Im Jahr 1888 wurde er in das Repräsentantenhaus von Delaware gewählt. Von 1878 bis 1898 war er Vorsitzender des Stadtrats von Smyrna. Im Jahr 1896 bewarb er sich als Kandidat einer Parteiabsplitterung und der Prohibition Party erfolglos um das Amt des Gouverneurs von Delaware. Bereits im Jahr 1886 war ein erster Versuch, zum Gouverneur gewählt zu werden, gescheitert.
1898 wurde Hoffecker mit 54 % der Wählerstimmen gegen den demokratischen Amtsinhaber L. Irving Handy in das US-Repräsentantenhaus gewählt. Dort trat er am 4. März 1899 sein neues Mandat an. Im Jahr 1900 besuchte er den Bundesparteitag der Republikaner in Philadelphia. Von dort reiste er zu einem Heimaturlaub nach Smyrna, wo er am 16. Juni 1900 einen tödlichen Schlaganfall erlitt. John Hoffecker war zwei Mal verheiratet. Sein Sohn Walter wurde bei der fälligen Nachwahl als Nachfolger seines Vaters in den Kongress gewählt.